# Mendon (Michigan)
Mendon – wieś w Stanach Zjednoczonych, w stanie Michigan, w hrabstwie St. Joseph.